# SD Gundam: SD Sengokuden 3 - Chijō Saikyō Hen
SD Gundam: SD Sengokuden 3 - Chijō Saikyō Hen (SD戦国伝3 地上最強編) est un jeu vidéo de stratégie développé et édité par Bandai en septembre 1992 sur Game Boy. C'est une adaptation en jeu vidéo de la série basée sur l'anime Mobile Suit Gundam et notamment Super Deformed Gundam et sa « sous-franchise » SD Sengokuden. C'est le dernier opus d'une série de trois jeux vidéo.

## Série
1. SD Gundam: SD Sengokuden - Kunitori Monogatari : 1990, Game Boy
2. SD Gundam: SD Sengokuden 2 - Tenka Touitsu Hen : 1992, Game Boy
3. SD Gundam: SD Sengokuden 3 - Chijou Saikyou Hen